# Allotraeus fenestrellus
Allotraeus fenestrellus là một loài bọ cánh cứng trong họ Cerambycidae.